# SG Limburgerhof
Die Sportgemeinde 1919 Limburgerhof ist ein Fußballverein aus Limburgerhof im Rhein-Pfalz-Kreis. Er wurde 1919 gegründet.

## Geschichte

### In den Anfängen des SV 1919 Friedensau (1919–1939)
Die ersten Bemühungen in Limburgerhof einen Fußballverein zu gründen, gehen auf das Jahr 1911 zurück. In diesem Jahr wurde der SV Phönix ins Leben gerufen, der sich ein Jahr später der TG 04 Limburgerhof anschloss. Bedingt durch die Auswirkungen des Ersten Weltkrieges von 1914 bis 1918 ruhte in dieser Zeit das Vereinsleben in Deutschland.
Die Geschichte des heutigen Vereins begann im Mai 1919 mit der Gründung des SV 1919 Friedensau unter dem Vorsitz von Anton Moser. Die heutige Gemeinde Limburgerhof wurde erst am 1. Januar 1930 gegründet.
Die 1. Mannschaft stieg 1920 als Gaumeister der C-Klasse in die B-Klasse auf spielte 1921 erneut als Meister um den Aufstieg in die A-Klasse. Da kein eigenes Sportgelände vorhanden war, wurden die Spiele bis 1920 in Neuhofen durchgeführt. Dann konnte man erstmals den in eigener Regie geschaffenen Sportplatz am ehemaligen Bahnweiher einweihen. Die Aktiven gehörten nach dem verpassten Aufstieg in den Jahren 1923–1926 der A-Klasse an, mussten dann allerdings in die B-Klasse absteigen. Der Mitgliederbestand im Jahre 1926 wies über 200 Mitglieder aus. Die Zugehörigkeit zur B-Klasse dauerte bis 1931, als der Aufstieg in die A-Klasse geschafft wurde. In dieser Zeit war Otto Nessel Vorsitzender.
1937 erfolgt die Zwangsfusion zwischen der TG 04 und dem SV 1919 Friedensau unter der Führung des von der NSDAP eingesetzten Lehrers Katzenbach, dem die Vorstände der beiden Vereine Nessel (SV 1919) und Hermann (TG 04) zugeordnet waren. Die Folgejahre sind gekennzeichnet von den Auswirkungen des Zweiten Weltkrieges.

### Nachkriegszeit und Wiederbelebung des Vereinslebens (1946–1956)
Der Sportbetrieb konnte erst nach dem Ende des Krieges im Jahre 1946 wieder aufgenommen werden. Unter der Führung des von den französischen Besatzungsmächten eingesetzten 1. Vorsitzenden Heinrich Schwöbel wurde ein neuer Sportverein, der SV Schwarz-Rot Limburgerhof, ins Leben gerufen.
Mit Unterstützung der französischen Interimsverwaltung entstand der neue Sportplatz am Friedhof, für den die GEWOGE das Gelände auf Leihbasis zur Verfügung stellte. Noch im gleichen Jahr wurde der Verein umbenannt in Sportverein Limburgerhof. Den Vorsitz übernahm Karl Schapp. Die Vereinsfarben wurden festgelegt: weißes Trikot, schwarze Hose.
Im Jahr 1951 erfolgte die Neueinteilung der Klassen, demzufolge hatte der SV in der B-Klasse zu spielen. 1952 wurde der Aufstieg in die A-Klasse Mitte geschafft wurde. 1954 wurden durch Limburgerhofer Fußballer in Eigenarbeit der Sportplatzneubau am Hermann-Löns-Weg, der Bau der Hallenanlage und die Tennisplätze geschaffen. 1956 wurde der Verein Meister in der A-Klasse Mitte.

### Vom Konkurs bis zur neuen SG Limburgerhof (1956–1964)
Am 6. Mai 1956 musste der Verein Konkurs anmelden. Die Umbenennung in ASV erfolgte. Nachfolger Oskar Brendels als Vereinsvorsitzende waren zunächst Edmund Butsch, 1957 Georg Spitznagel. Am 6. Mai 1956 wurde der Verein durch einen 4:0-Sieg gegen Rödersheim erneut Meister der A-Klasse Mitte.
Werner Lohr, der auch als Trainer der Volleyballnationalmannschaft fungierte, übernahm die Leitung der aktiven Fußballmannschaft des ASV Limburgerhof. Im Jahre 1963 konnten die ASVler den Pokalmeister der Gruppe Nord, den VfR Frankenthal mit 2:1 besiegen und qualifizierten sich dadurch für die Aufstiegsrunde zur 2. Amateurliga. Dort scheiterte die Mannschaft knapp und verblieb somit in der A-Klasse Mitte.
In den Jahren 1951 und durch Wiedergründung der TG 04 am 28. August 1953 verließen viele Vereinsmitglieder den SV. Der zweite Fußballverein in Limburgerhof, der sich VfR Limburgerhof nannte, spielte in dieser Zeit in der C-Klasse. Der Vorsitzende dieses Vereins war Helmut Hanß. Es stellte sich heraus, dass Limburgerhof (damals ca. 5000 Einwohner) nicht groß genug war für zwei Fußballvereine. Nach langwierigen Debatten wurde am 6. März 1964 die Fusion der zwei Vereine bekannt gegeben.
Der neue Verein erhielt den Namen SG 1919 Limburgerhof e.V., wobei die Abkürzung SG für Sportgemeinde steht. Aus dem Gründungsverein SV 1919 Friedensau war die SG 1919 Limburgerhof entstanden. Der Vorsitz im neuen Verein übernahm der bisherige Vorstand der ASV Limburgerhof, Georg Spitznagel. Die 1. Mannschaft spielte in der A-Klasse Mitte.

### Von der A-Klasse in den DFB-Pokal (1964–1984)
Ein Glücksgriff in der Vereinsgeschichte war die Verpflichtung von Manfred Schönholz als Trainer der Aktiven. In die Ära dieses erfolgreichen Trainers fielen viele große Siege der SG Limburgerhof.
Im Südwestpokal 1980 unterlag der SG Limburgerhof im Finale dem FSV Mainz 05. Bis dahin wurden bekannte Mannschaften besiegt: VfR Frankenthal mit 3:2, TSV Lingenfeld mit 2:1, Eintracht Bad Kreuznach mit 3:0, VfR Baumholder mit 3:0 und im Halbfinale die SG Pirmasens mit 7:1. Im Endspiel am 13. Juni 1980 in Gimbsheim stattfand, unterlag man den Mainzern mit 1:2. Die Tore erzielten 1:0 Magura (45.), 1:1 Bopp (48.) und 1:2 Bopp (51.).
In der ersten Runde des DFB-Pokals 1980/81 wurde der SG Limburgerhof der damalige Zweitligist FC Homburg zugelost. Das Spiel verlor Limburgerhof mit 0:3.
In der kommenden Fußballsaison konnte die SG Limburgerhof in der Bezirksliga recht gut mithalten. Im Jahre 1981 legte Trainer Schönholz sein Amt nieder.

### Der freie Fall bis in die B-Klasse (1984–1994)
Nach drei Jahren Bezirksliga folgten mehrere Abstiege, die in der B-Klasse Speyer endeten. In der Zeit von 1986 bis 1988 wechselten die Vorsitzenden sehr schnell. Der Verein stand kurz vor der Auflösung, bzw. vor dem Konkurs.
In der dunkelsten Stunde sprang der Ehrenvorsitzende Helmut Hanß in die Bresche und übernahm die Vereinsführung, die er später in die Hände von Manfred Wüchner legte. Bei den Aktiven ging es in dieser Zeit wieder aufwärts und es konnte sogar wieder eine zweite Mannschaft für den Spielbetrieb gemeldet werden.

### Gegenwart
Im Jahr 2017 gelang der Wiederaufstieg in die A-Klasse. Derzeit spielt die 1. Mannschaft in der A-Klasse Rhein-Mittelhaardt Ost.